# 고바야시 고키

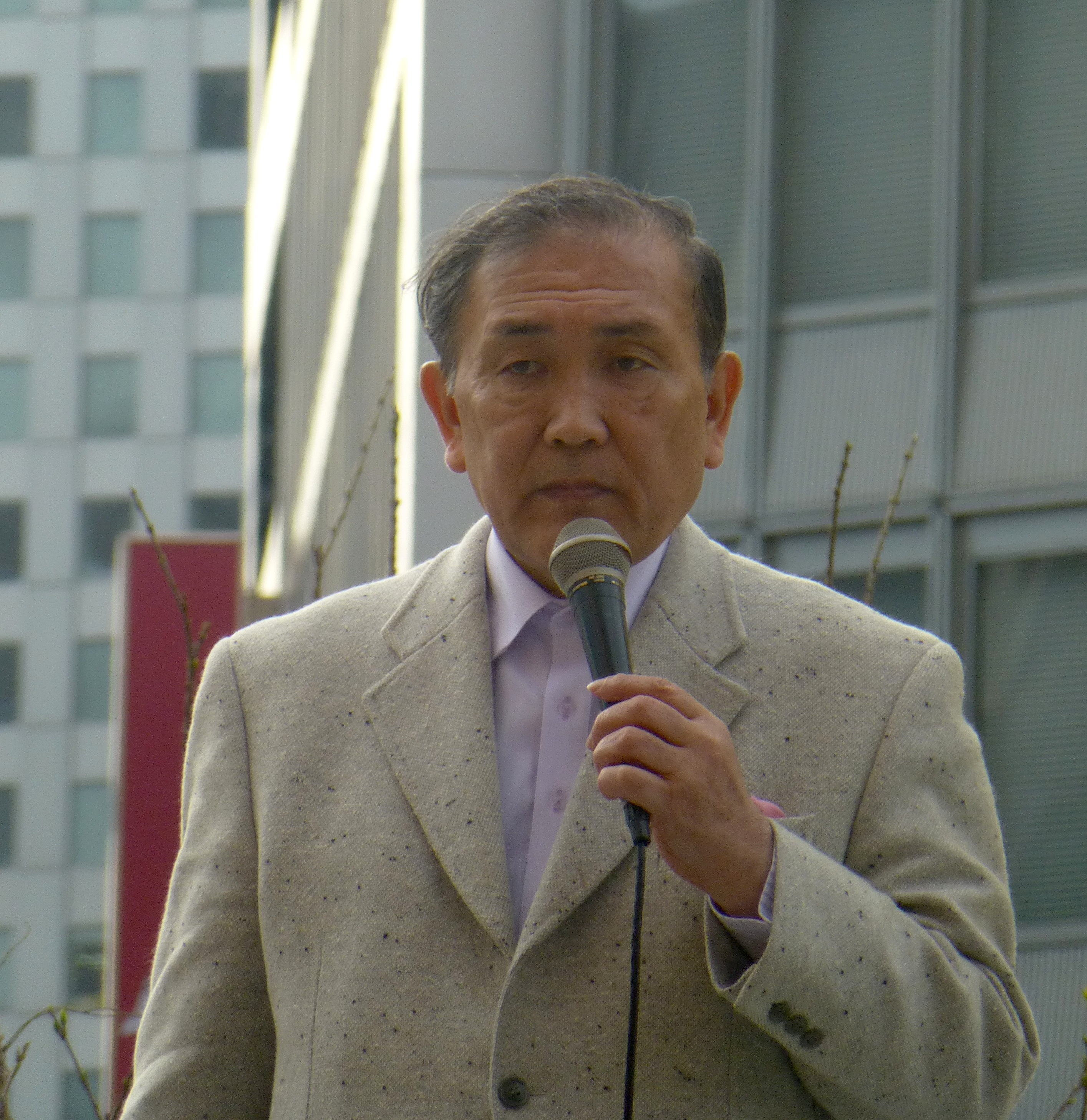
2016년 고뱌아시 고키

고뱌아시 고키(일본어: 小林興起, 1944년 1월 1일 ~ )는 일본의 정치인이다. 오랫동안 자유민주당 소속으로 중의원 의원을 지냈지만 고이즈미 준이치로의 민영화 정책에 반대하다 공천을 받지 못하자 탈당하였다. 탈당 후 국민신당 소속으로 지역구에 재출마했지만 자민당에서 자객 후보로 공천한 고이케 유리코에게 패배하였다. 이후 민주당으로 건너와 다시 중의원 의원에 당선되었지만 일본 미래당으로 당을 바꿔 재선을 노렸지만 실패했다.